# カモン・ナス
カモン・ナスは、かつて京都放送（KBS京都）で使用されたマスコットキャラクターである。

## 概要
2006年4月にKBS京都初のラジオ・テレビ共通のマスコットキャラクターとして登場。
京都名産の京野菜「賀茂なす」がモチーフである。丸型の体とナスのへたがトレードマーク。
かつては、ラジオカーにもその姿が描かれていた。
2011年1月1日、KBS京都の公式サイトで「KBS京都・新キャラクタープロジェクト」開始という、新しいキャラクターが近日公開という旨の告知が掲載
。同年4月28日にはカモン・ナスのブログにてカモン・ナス公式サイトの閉鎖告知が掲載され、同年6月26日のKBS京都公式サイトリニューアルと同時に削除された。自身は、うんと遠くに旅に出、もしかしたら戻ってこないかもしれないとしている。ただ、「KBS京都・新キャラクタープロジェクト」についてはその後進展がない。
通常の番組での放送はなくなっているが、2014年4月時点では当局の自己批評番組である「アクセスKBS」内で登場していた。
なお、2020年現在、KBS京都の公式ウェブサイトなどでは「カモン・ナス」は使用されていない。

## カモン! KBS
「カモン!KBS」という5分間のミニ番組も随時放送されていた。番組宣伝のものと地上デジタル放送移行告知（「地デジインフォメーション」と「ちゃんと地デジ化?」）の2種類あった。番組宣伝バージョンはKBS京都のアナウンサーが自社制作番組のスタジオを訪れて番組紹介をするものだったが、2011年度は地上デジタル放送移行告知のみとなり、地上デジタル放送に完全移行した2011年7月末をもってミニ番組としての放送も終了した。